# Magyar virágbogár
A magyar virágbogár (Protaetia ungarica) a rovarok (Insecta) osztályának a bogarak (Coleoptera) rendjébe, ezen belül a mindenevő bogarak (Polyphaga) alrendjébe és a ganajtúrófélék (Scarabaeidae) családjába tartozó faj. Nevével ellentétben nem csak Magyarországon, de Kelet-Európa és Nyugat-Ázsia nagy részén előfordul. A kötöttebb talajú, löszös területek jellemző virágbogara.

## Elterjedése
Széles elterjedési területű európai és nyugat-ázsiai faj; előfordul Közép-Európától Szibérián át Mongóliáig, a Balkán-félszigeten Kisázsiáig, a Kaukázus területén és Iránban.
Magyarországon kötöttebb talajú füves területeken, szteppréteken, lösztalajon sokfelé előfordul.
16 ismert alfaja közül a Kárpát-medencében a törzsalak (Protaetia ungarica ungarica) fordul elő.
Gyűjtési adatai májustól augusztusig vannak.

## Megjelenése
A magyar virágbogár 15–22 mm nagyságú, zömök felépítésű bogár. Teste alul fényes, felül fénytelen zöld, az előtor korongján és a szárnyfedőkön is fehér foltocskákkal. A mellközép nyúlványa kicsi, lapos, a mellközép elülső szegélyén ritkán nyúlik túl; felülete erősen pontozott, és durván, ecsetszerűen szőrözött. A lábszárakon fehér térdfoltok vannak.

## Életmódja
Melegkedvelő faj. Nyílt területeken bogáncs- és aszatféléken táplálkozik. Magát sokszor mélyen a virágzatokba fúrva a virágzat nedvdús részeivel, illetve a virágzatok alatti szárrésszel táplálkozik.

## Alfajai
Protaetia ungarica anatolica (Medvedev, 1947)
Protaetia ungarica armeniaca (Ménétries, 1832)
Protaetia ungarica auliensis (Reitter, 1901)
Protaetia ungarica coerulea (Petrovitz, 1967)
Protaetia ungarica ignisternum (Reitter, 1891)
Protaetia ungarica ignithorax (Reitter, 1891)
Protaetia ungarica inderiensis (Krynicki, 1832)
Protaetia ungarica lucina (Reitter, 1898)
Protaetia ungarica mongolica (Reitter, 1898)
Protaetia ungarica paulina (Reitter, 1898)
Protaetia ungarica persica (Kraatz, 1886)
Protaetia ungarica pseudoviridana (Medvedev, 1947)
Protaetia ungarica sibirica (Gebler, 1829)
Protaetia ungarica simplex (Schilsky, 1888)
Protaetia ungarica ungarica (Herbst, 1790)
Protaetia ungarica viridana (Brullé, 1832)